# Shenyang
Shenyang (ook bekend onder de naam Sienjang en vroeger Moekden of Mukden) is een stad in Noord-China; het is de hoofdstad van de provincie Liaoning. In 2020 telt de metropool 8,3 miljoen inwoners (inclusief Fushun).
Het gebied rondom deze stad was de oorspronkelijke machtsbasis van de Qing-dynastie, waarvan het paleis cultureel werelderfgoed, en sinds de val van de keizerlijke macht een museum, de getuige is.
In 1905 vond de Slag bij Mukden plaats in de Russisch-Japanse Oorlog, een van de grootste veldslagen tot dan toe.

## Mukden-incident
Op 18 september 1931 werd ten noorden van de stad een spoorlijn opgeblazen die eigendom was van een onderdeel van de Japanse overheid (Mukden-incident). Japan gaf Chinese nationalisten de schuld en bezette een groot deel van Mantsjoerije. Op 18 februari 1932 riep Japan de staat Mantsjoekwo uit, met een marionettenbewind. Aan het hoofd hiervan werd in 1934 de laatste Chinese keizer geplaatst, Aisin-Gioro Puyi. Na de Tweede Wereldoorlog werd hij in een heropvoedingskamp in Shenyang geïnterneerd wegens zijn collaboratie met de bezetter.

## Voormalige hoofdstad van China
Shenyang is ooit de hoofdstad van China geweest. Er regeerden enkele keizerlijke dynastieën, met name de Jin-dynastie en de vroegere Qing-dynastie. De Jin-dynastie, die van 1115 tot 1234 regeerde, werd gesticht door de Jurchen, een etnische groep uit het noordoosten van China. De stad Shenyang was onder de toenmalige naam Tieh-Ling, de hoofdstad van deze dynastie vanaf het begin van hun heerschappij. 

## Holland-Dorp
Nabij Shenyang bevond zich het Holland-dorp, vroeger een attractiepark van de Chinees/Nederlandse zakenman Yang Bin, met onder andere replica's van Amsterdamse grachtenpanden, van Hollandse molens, van het koninklijk paleis Huis ten Bosch en van het Amsterdamse Centraal Station. Ook stonden er drie replica's van de Sneeker Waterpoort.

## Openbaar vervoer
Shenyang beschikt over een metrosysteem, de metro van Shenyang. Het systeem bestaat uit drie lijnen, en er zijn meerdere lijnen gepland.
Twintig kilometer ten zuiden van het stadscentrum ligt de Shenyang Taoxian International Airport.

## Stedenband
- Shenyang heeft sinds 1980 een stedenband met Sapporo.

## Geboren
- Seiji Ozawa (1935-2024), Japans dirigent
- Mitsutoshi Furuya (1936-2021), Japans mangaka
- Gong Li (1965), actrice
- Zhang Ning (1975), badmintonster
- Li Jinyu (1977), voetballer
- Li Tie (1977), voetballer
- Ma Lin (1980), tafeltennisser
- Lang Lang (1982), concertpianist
- Guo Xinxin (1983), freestyleskiester

## Galerij

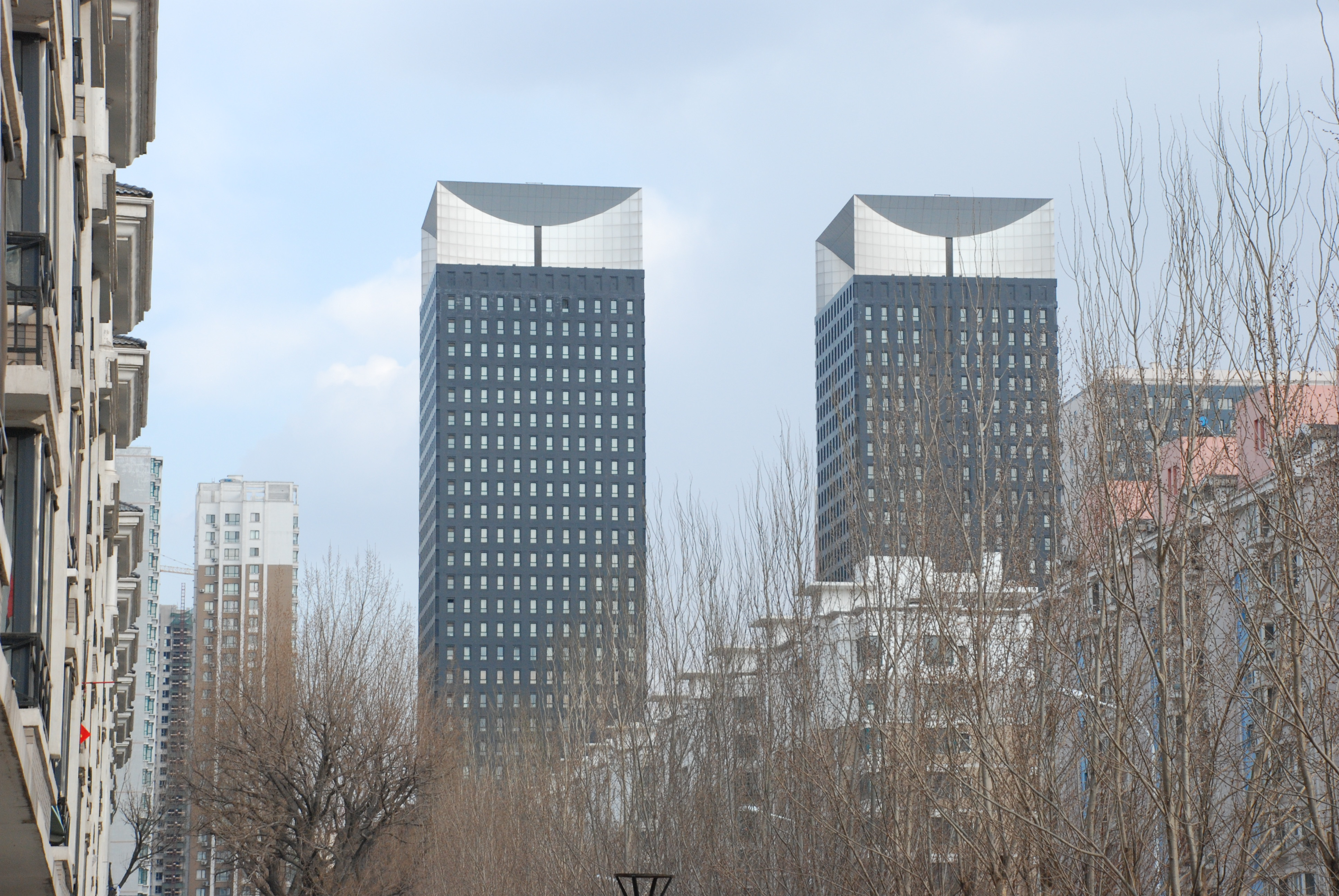
Het Golden Ocean Star Hotel in Shenyang

Stadsprefecturen: Anshan · Benxi · Chaoyang · Dandong · Fushun · Fuxin · Huludao · Jinzhou · Liaoyang · Panjin · Tieling · Yingkou